# Cylindera germanica
Cylindera germanica är en skalbaggsart som först beskrevs av Carl von Linné 1758.  Cylindera germanica ingår i släktet Cylindera, och familjen jordlöpare. Arten har ej påträffats i Sverige.

## Bildgalleri

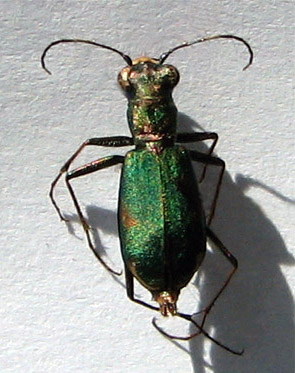
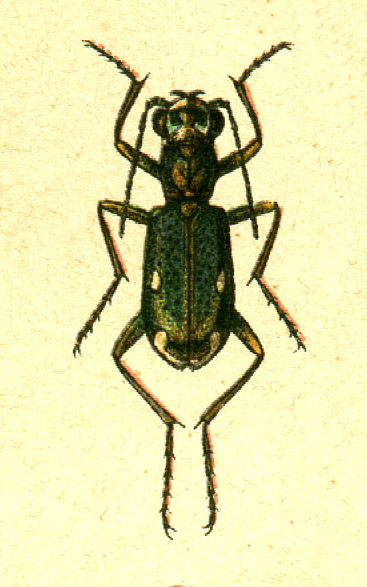
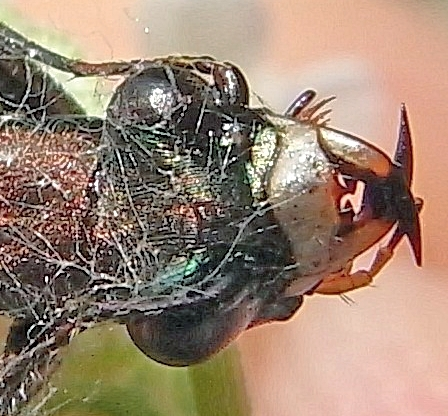
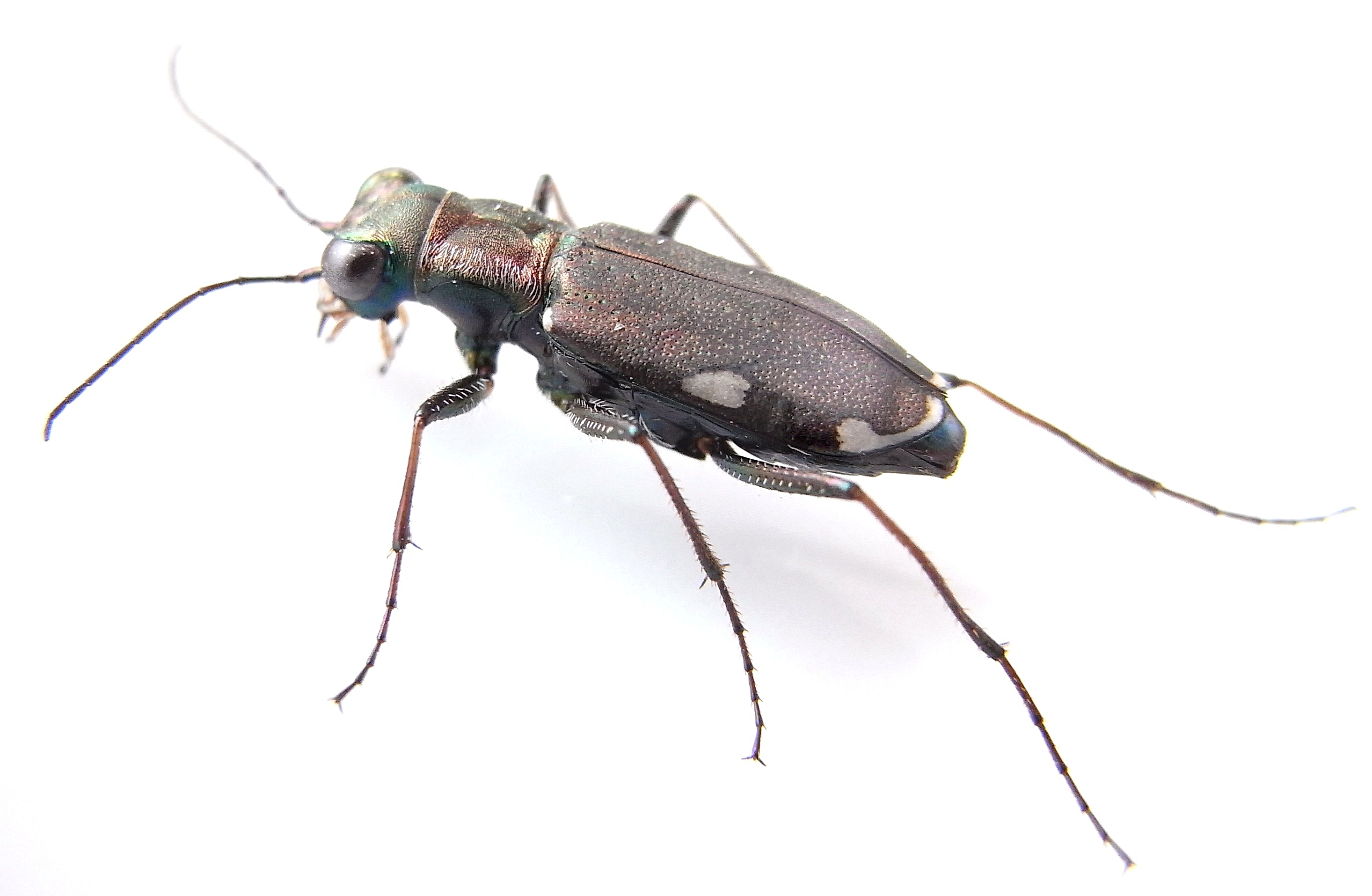
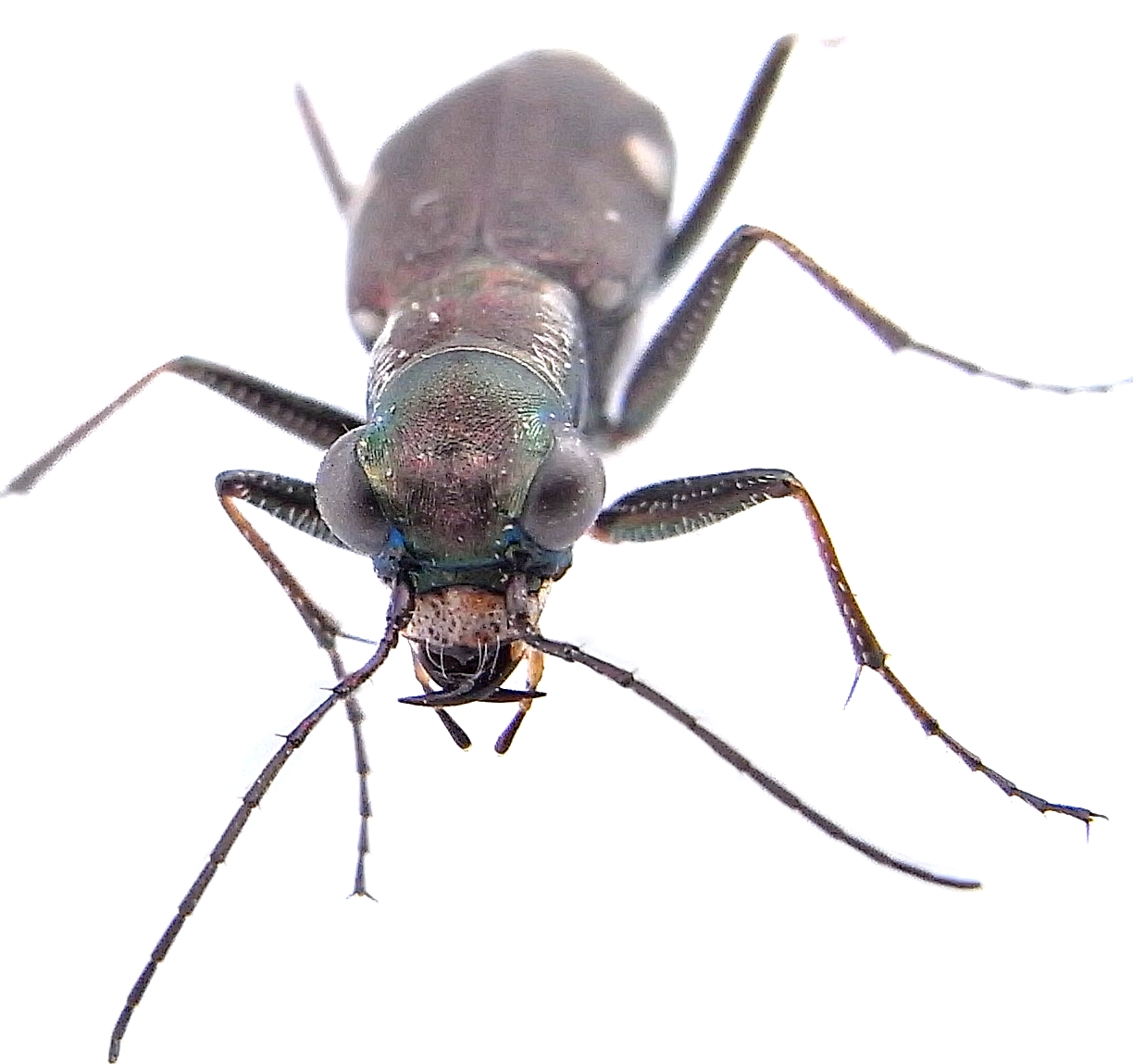